# Apogaeumannomyces perplexus
Apogaeumannomyces perplexus är en svampart som beskrevs av Matsush. 2003. Apogaeumannomyces perplexus ingår i släktet Apogaeumannomyces, ordningen Chaetosphaeriales, klassen Sordariomycetes, divisionen sporsäcksvampar och riket svampar.   Inga underarter finns listade i Catalogue of Life.